# کراش باندیکوت ۲: بازگشت انتقام‌جویانه کورتکس
کراش باندیکوت ۲: بازگشت انتقام‌جویانه کورتکس (به انگلیسی: Crash Bandicoot 2: Cortex Strikes Back) یک بازی ویدئویی در سبک سکوبازی است که توسط شرکت ناتی داگ ساخته شده و سونی کامپیوتر انترتینمنت آن را برای کنسول پلی‌استیشن منتشر کرده‌است. این بازی دومین قسمت در مجموعه بازی‌های کراش باندیکوت، و دنبالهٔ نسخه اول محسوب می‌شود. نسخه بازسازی شده این بازی در مجموعه بازی کراش باندیکوت سه‌گانه احمقانه گنجانده شده‌است.